# Wieża „Türkmenistan”
Wieża „Türkmenistan” – wieża radiowa, telewizyjna i pomiarowa znajdująca się w Aszchabadzie w Turkmenistanie. Została wybudowana na 20. rocznicę uzyskania niepodległości przez państwo. Ma 211 m wysokości i została wybudowana przez turecką firmę Polimeks.
Wieża jest najwyższą konstrukcją w Turkmenistanie. Sygnał przez nią nadawany może być odebrany w promieniu 100 km. Oprócz tego pełni też rolę siedziby telewizji – mieści się w niej 13 studiów, 13 sal montażowych oraz sala konferencyjna na 250 osób. Na wysokości 150 m znajduje się taras widokowy, a na 142 m – obrotowa restauracja.
Ośmioramienna „gwiazda Oguzhan”, stanowiąca dolną część wieży, została wpisana do księgi rekordów Guinnessa jako największa gwiazda w architekturze (3240 m²).

## Źródła
- Wieża na stronach Polimeksu. polimeks.com. [zarchiwizowane z tego adresu (2019-08-06)]. (ang.)